# Abflusskennzahl
Die Abflusskennzahl (Formelzeichen: {\displaystyle K}) ist in der Abwassertechnik ein Maß dafür, ob Sanitärobjekte in einem Haus unregelmäßig, regelmäßig oder häufig genutzt werden. Sie berücksichtigt außerdem – in Abhängigkeit von der Gebäudeart – die Gleichzeitigkeit der Benutzung von Entwässerungsgegenständen. Sie wird zur Berechnung des Teil-Schmutzwasserabflusses Qww in Gebäuden und damit auch als ein Teil-Wert zur Dimensionierung von Grundleitungen, Sammelleitungen, Sammelanschlussleitungen sowie von Fallleitungen benötigt. Die Abflusskennzahl ist dimensionslos, sie ist für Wohngebäude durch eine Messdatenbasis abgesichert.
Die Abflusskennzahl wird unter Berücksichtigung des Benutzungsgrads des Entwässerungsobjekts aus Tabellen nach DIN EN 12056-2 abgelesen. Für Wohnhäuser, Büros, Pensionen ist die Abflusszahl K = 0,5; für Krankenhäuser, Schulen und Restaurants K = 0,7  und für öffentliche Gebäude und Einrichtungen gilt K = 1,0. Wo eher mit lang andauernden Abflüssen zu rechnen ist (z. B. Industriebetriebe) oder wo Abflussspitzen kurzzeitig hintereinander auftreten können, werden größere Abflusskennzahlen empfohlen.